# Нючапэйдяйяха
Нючапэйдяйяха (устар. «Нюча-Пэйдяй-Яха, Нюдя-Пидя-Яха») — река в России, протекает в Ямало-Ненецком АО. Устье реки находится в 257 км по правому берегу реки Вынгапур. Длина реки составляет 48 км. В 4 км от устья справа впадает река Пэйдяйяха. Гидроним восходит к лесн. нен. Нюча пэ"дя"й дяха — «малая река большущего камня».

## Данные водного реестра
По данным государственного водного реестра России относится к Нижнеобскому бассейновому округу, водохозяйственный участок реки — Пур. Речной бассейн реки — Пур.
Код объекта в государственном водном реестре — 15040000112115300055882.